# پروانه کسب
پروانه کسب، جوازی است که توسط سازمان‌های دولتی صادر می‌شود و به افراد یا شرکت‌ها اجازه می‌دهد تا در محدوده جغرافیایی و قانونی خاصی به کسب و کار بپردازند.
این پروانه اجازه برای شروع یک فعالیت تجاری است که توسط دولت صادر می‌شود و اغلب مجوزها، اسناد و گواهی‌های زیادی برای انجام این فعالیت‌ها در یک مکان واحد مورد نیاز است. به‌طور معمول، فعالیت بازرگانی یک بنگاه و مکان فیزیکی (آدرس) تعیین می‌کند که کدام مجوزها برای فعالیت قانونی موردنیاز هستند.

## ماهیت
پروانه کسب در عرصه تجارت و کسب‌وکار از اسناد مهم اقتصادی به‌شمار می‌رود؛ سندی که از سوی مراجع ذی‌صلاح صادر می‌شود و دارنده آن مجاز به کسب‌وکار در حرفه‌ای معین خواهد بود.
نظارت بر کسب‌وکارها نیز از طریق صدور مجوزهای مختلف صورت می‌گیرد که معمولی‌ترین این مجوزها نیز، همان مجوز «پروانه کسب» است که آن‌هم شرایط خاص خود را دارد و بررسی و صدور آن، از طریق اتحادیه‌های اصناف صورت می‌پذیرد. آگاهی از این مجوزها و قوانین مربوط به آن، برای راه‌اندازی کسب‌وکارها لازم است.